# Myriam Glez
Myriam Glez, née le 20 mai 1980 à Lyon, est une pratiquante de natation synchronisée franco-australienne.

## Biographie
Myriam Glez remporte la médaille de bronze par équipe  aux Championnats d'Europe de natation 2000. Elle fait aussi partie de la sélection française de natation synchronisée aux Jeux olympiques d'été de 2000.
Elle obtient la nationalité australienne en 2007 et fait partie de la sélection australienne de natation synchronisée aux Jeux olympiques d'été de 2008.
Depuis 2013, elle dirige l’équipe américaine de natation synchronisée.